# Fotomoto
Fotomoto — украинская музыкальная группа, играющая в стиле electro-pop.

## История группы
Группа была создана в 1999 году в Запорожье.
За несколько месяцев были записаны композиции для первого альбома «Fotomoto», который в 2002 году был издан на российском инди-лейбле «Taiga Sounds». Журнал "Ровесник" в ноябре 2003 года назвал этот альбом «CD номера».
В этом же 2002 году интерес к музыке Fotomoto проявил британский независимый лейбл Jonathon Whiskey Records из Лидса, предложив выпуск 7-дюймового винилового сингла с треком «Le sport, la musique».
Благодаря рекомендациям Артемия Троицкого, изданием следующего альбома группы заинтересовалась московская рекорд-компания Олега Нестерова «Снегири». В 2002—2003 годах песни Fotomoto входили в разные сборники лейбла «Легкие», а в 2003 году на «Легких» был издан второй альбом группы — «Suranov, а?».
Легендарный британский радио-диджей Джон Пил (англ. John Peel) внес их демо-треки группы в свой Record Box. В июне 2004 года Fotomoto приезжали в Лондон на BBC Radio 1, чтобы дать концерт в прямом эфире музыкального шоу «John Peel Session». 
Третий и последний на сегодня альбом Fotomoto под названием «Model» был издан независимым датским лейблом Copenhagen Sound в 2005 году и через несколько месяцев переиздан по лицензии датчан на лейбле Low Transit Recordings (Мельбурн, Австралия).
В течение последующих трех лет группа Fotomoto активно гастролировала по Европе (Великобритания и Бельгия), России и Украине, играя сольные концерты и принимая участие в фестивалях, арт-симпозиумах, модельных показах, корпоративных мероприятиях различного масштаба. Музыку Fotomoto можно было услышать в кино- и телепроектах и рекламе, а новые демо-треки регулярно выходили на сборниках украинской «Афиши».
В 2009 году Fotomoto планирует отметить 10-летний юбилей с момента основания группы и выпустить новый альбом.

## Состав группы
- Сергеев Сергей — бас-гитара, гитара
- Сингуров Антон — клавишные, бас-гитара
- Володина Ольга — вокал

## Дискография
- 2002 — дебютный альбом «Fotomoto», инди-лейбл Taiga Sounds (Санкт-Петербург, Россия);
- 2002 — 7-дюймовый виниловый сингл с треком «Le sport, la musique», независимый лейбл Jonathon Whiskey Records (Лидс, Великобритания);
- 2003 — альбом «Suranov, A?», лейбл «Лёгкие» компании Олега Нестерова «Снегири», (Москва, Россия);
- 2005 — альбом «Model», лейбл Copenhagen Sound (Копенгаген, Дания);
- 2005 — альбом «Model», издан по лицензии датчан на лейбле Low Transit Recordings (Мельбурн, Австралия).

Отдельные треки группы попали в сборники московского лейбла «Снегири»: «Elka-Elka» «Лёгкая осень 2001, 2002», «Лёгкая зима 2002».

## Концертная деятельность
- Великобритания, Лондон: программа «John Peel Session» на BBC Radio 1 в 2004 и 2005 годах; клубы «Spitz» и «Ivy House».
- Бельгия, Гент: фестиваль «Europalia-2006» — «Progress» (современная российская музыка).
- Россия, Москва: концерт в «Лужниках» с легендарными «Future Sound of London»; фестиваль Евгения Гришковца «После работы»; фестиваль «City in City»; клубы «16 Тонн», «Китайский Лётчик Джао Да», «Территория», «Ботаник», «На Брестской»;
- Украина, Киев: клубы «Buddy Guy», «Вензель», «Бабуин» и др.; Харьков: клуб «Fidel»;
- Украина, Запорожье: клубы «Били Бонс», «Патифон».

## Fotomoto в кино
- В телевизионной версии российского фильма «Антикиллер» звучит композиция «Le sport, la musique».